# Ощадний банк
Ощ́адний банк — спеціалізований комерційний банк, не менш ніж 50 % пасивів якого є вкладами фізичних осіб.
В Європі виникнення ощадних банків сягає кінця XVII — початку XIX ст. Перші зразки «Sparkasse» (від нім. sparen — заощаджувати та нім. Kasse — каса) виникли в 1623 році в Німеччині. У 1778 році в Гамбурзі, а невдовзі й в інших містах Німеччини вже були засновані ощадкаси-ощадбанки в сучасному розумінні. На ранніх етапах розвитку первинна мета ощадних банків полягала в забезпеченні легкодоступними депозитними продуктами всіх верств населення.
На сьогодні європейські ощадні банки пройшли етап універсалізації і тому широку увагу приділяють також іншим роздрібним банківським операціям — таким як розрахунково-касове обслуговування, страхові послуги та кредити фізичним особам та представникам малого й середнього бізнесу тощо.
В Україні діє АТ «Ощадбанк».
Комерційні банки зобов'язані постійно станом на кожний робочий день визначати співвідношення середньоарифметичних залишків за вкладами фізичних осіб до середньоарифметичних залишків пасивів банку за останні 30 календарних днів поспіль без урахування розрахунків між філіями та іншими підпорядкованими установами банку та з урахуванням пасивного сальдо за міжбанківськими кредитами, депозитами і кореспондентськими рахунками.
Якщо визначене співвідношення досягне більше, ніж 50 % пасивів, то банк зобов'язаний з наступного робочого дня дотримуватися економічних нормативів у значеннях, що встановлені для спеціалізованих ощадних банків з урахуванням вимог законодавства.